# Xylopteryx interposita
Xylopteryx interposita är en fjärilsart som beskrevs av W. Warren 1902. Xylopteryx interposita ingår i släktet Xylopteryx och familjen mätare. Inga underarter finns listade i Catalogue of Life.